# Tija de vàlvula

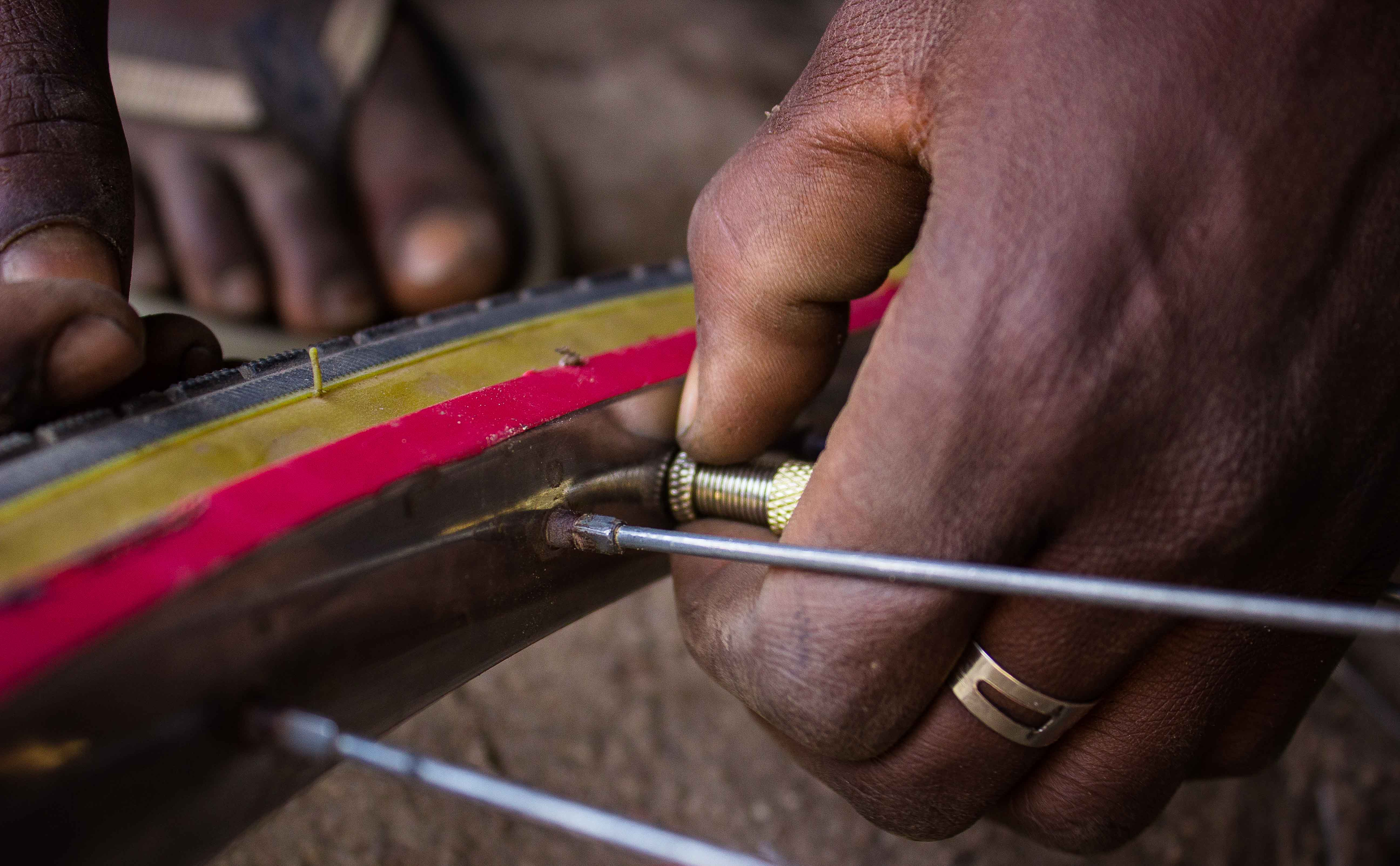
Substitució d'una tija de vàlvula.

Una tija de vàlvula és una vàlvula autònoma que s'obre per admetre el pas d'un gas a una cambra (com l'aire per inflar un pneumàtic), i després es tanca automàticament i es manté segellada evitant que el gas s'escapi, per acció de la pressió acumulada dins la cambra, per acció d'un ressort, o mitjançant ambdós principis. Són les més utilitzades en les rodes d'automòbil i bicicleta, com també en moltes altres aplicacions.

## Schrader
La vàlvula Schrader consisteix en una tija de vàlvula en la qual una vàlvula de seient està roscada amb un ressort solidari. S'utilitzen en pràcticament tots els pneumàtics d'automòbils i motocicletes, i en els pneumàtics de bicicleta amb llanta més ample. A part dels pneumàtics, s'utilitzen vàlvules Schrader de diferents diàmetres en sistemes de refrigeració i aire condicionat, fontaneria, injecció de combustible de motors, sistemes de suspensió i reguladors SCUBA, que permeten a l'usuari retirar i acoblar una mànega durant l'ús. Les vàlvules Schrader també s'utilitzen en el al rail d'injecció de combustible d'alguns automòbils com a punt ràpid i senzill per controlar la pressió del combustible o per connectar-hi un cartutx netejador dels injectors.

## Presta
Les vàlvules Presta (també anomenades vàlvules Sclaverand o vàlvules franceses) normalment solen ser utilitzades en bicicletes. La tija té un diàmetre més estret (nominalment 6 mm) que el tipus Schrader (nominalment de 8 mm), de manera que l'orifici del forat de la llanta a través del qual passa la tija pot ser menor. Té un tap roscat que s'ha d'obrir per inflar/desinflar.

## Dunlop (o Woods)
Les vàlvules Dunlop (també anomenades vàlvules Woods o vàlvules angleses) van ser una vegada populars a Gran Bretanya. Encara són àmpliament utilitzats en els pneumàtics de bicicleta en molts països, sobretot en bicicletes. Poden ser inflades amb una bomba per a tipus Presta,.

## Altres
Existeixen moltes altres vàlvules que només s'utilitzen en determinades regions o amb propòsits limitats.
Per exemple, la "Vàlvula Regina" és una vàlvula molt similar a la Presta i majorment utilitzada a Itàlia. Les vàlvules invisibles per a pneumàtics són diferents en el disseny de les vàlvules de pneumàtics tradicionals. No s'utilitza una tija d'inflador; al contrari, s'adapta un tap extraïble a la vàlvula de la vàlvula inserit a la vora del pneumàtic, amb només una part visible. En inflar el pneumàtic, es retira primer el tap roscat, normalment amb una moneda, i després es cargola una tija d'inflador dedicada "portàtil" a la tija de la vàlvula. El pneumàtic s'infla com de costum.

## Galeria

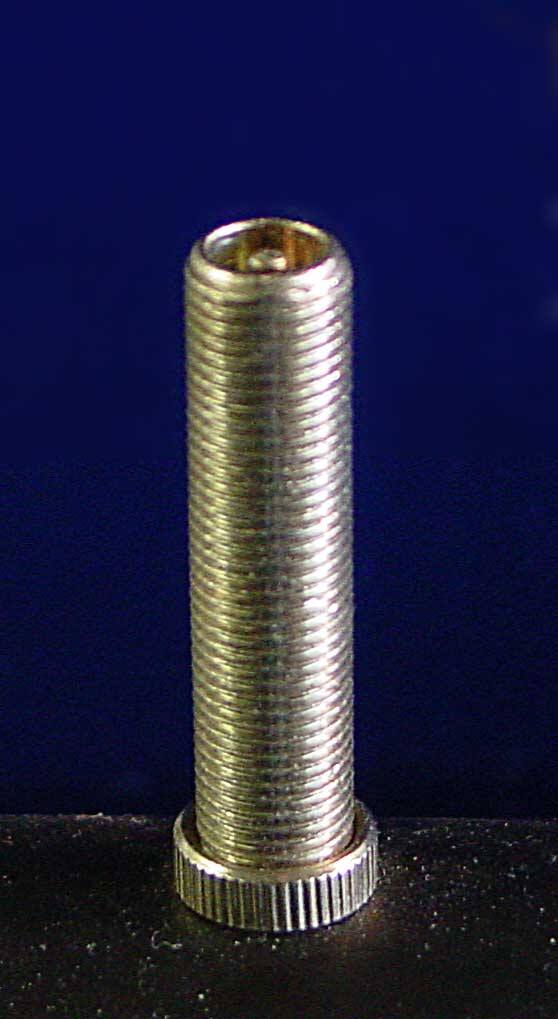
vàlvula Schrader
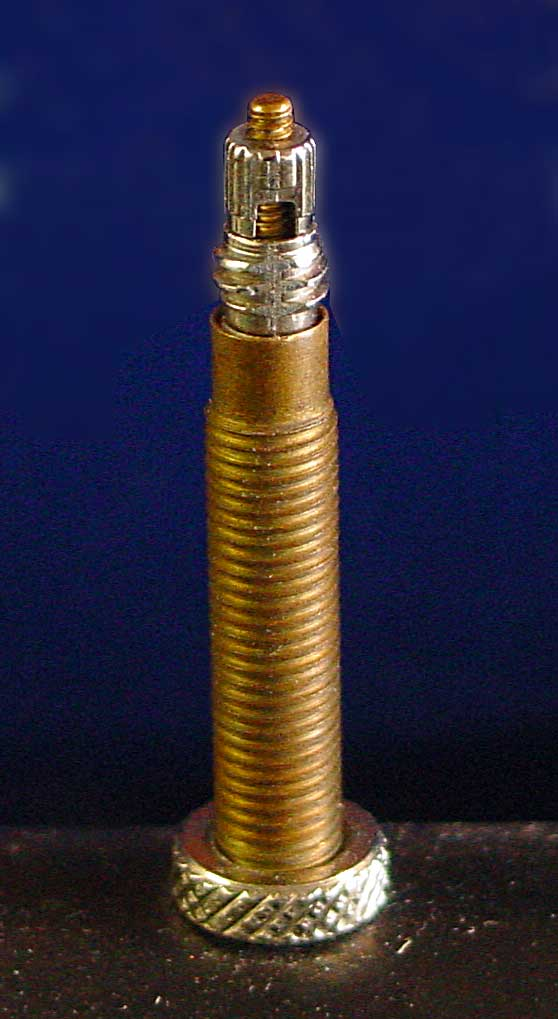
vàlvula Presta o Sclaverand
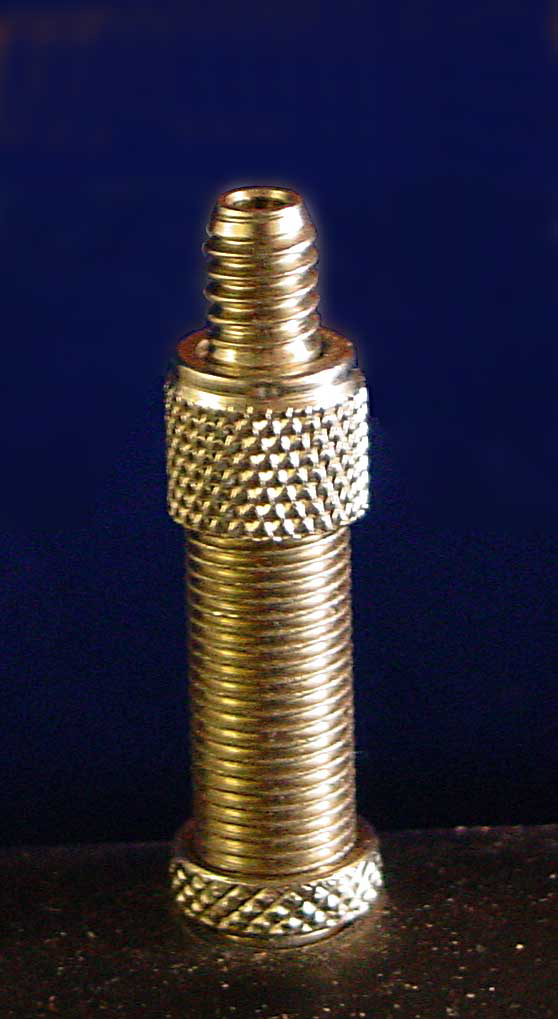
vàlvula Dunlop
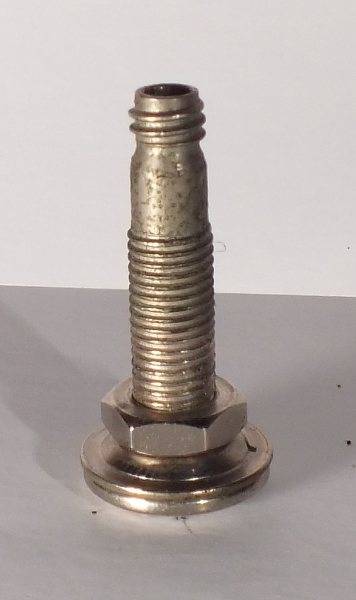
vàlvula Regina